# Pactum displicentiae
Il Pactum displicentiae, nel Diritto Romano, è una condizione risolutiva di un contratto di compravendita, come l'in diem addictio, o la lex commissoria. 
Sostanzialmente consiste nella possibilità di recesso dal contratto da parte dell'acquirente entro una certa data, qualora l'acquisto non fosse di suo gradimento.
È pertanto equiparabile all'odierna garanzia mutatis mutandis.